# Britanski antarktički teritorij
Britanski antarktički teritorij je prekomorski teritorij Ujedinjenog Kraljevstva na području Antarktike.
Teritorij je osnovan 3. ožujka 1962., iako je UK imalo suverenitet na tom dijelu Antarktika od 1908. Prije 1962.,  teritorij je bila dio Falklandskih otoka. Pod Antarktičkim sporazumom iz 1961. sve teritorijalne pretenzije na Antarktici su bili suspendirane.
Na teritorijima nema domaćeg stanovništva. Britanska antarktička istraživanja imaju tri stanice na teritoriju, kao i još nekoliko drugih zemalja.